# Miguel Miranda
Miguel Miranda, de nome completo Miguel Paulo Barrosa Pinto de Miranda (Porto, 18 de Maio de 1956) é um médico e escritor português. A sua obra percorre os géneros literários do romance, do conto e da literatura policial, com uma pequena incursão na literatura infanto-juvenil. Está editado e traduzido em Brasil, México, Itália e França.

## Biografia
Exerce a profissão de médico, tendo terminado o curso de Medicina na Faculdade de Medicina do Porto em 1979. Seguiu a especialidade de Medicina Geral e Familiar. Foi diretor de um Centro de Saúde e desempenhou as funções de Coordenador de uma Unidade de Saúde Familiar. Exerce medicina privada, exerceu o cargo de Diretor Clínico das Residências Montepio em Vila Nova de Gaia.  
Em 1988, criou a primeira Liga de Amigos de um Centro de Saúde, uma instituição sem fins lucrativos dedicada ao apoio de idosos e isolados no domicílio. Exerceu o cargo de presidente executivo da direção desta associação, desde a sua fundação até à atualidade. 
Foi praticante federado de xadrez e Andebol pelo Futebol Clube do Porto.
Está representado no Dicionário das Personalidades portuenses do Século XX editado pela Porto Capital Europeia da Cultura 2001. A sua escrita, diria Fernando Venâncio, usa "uma expressão enxuta, exata, por vezes envolvente e alada" (JL, 10/04/1996)

## Prémios
- Obteve o Grande Prémio de Conto Camilo Castelo Branco (Associação Portuguesa de Escritores) em 1996 com o livro Contos à Moda do Porto;
- Obteve o prémio Caminho de Literatura Policial em 1997 com o livro O Estranho Caso do Cadáver Sorridente;
- Obteve o Prémio Fialho de Almeida SOPEAM 2011 e em 2013 com os livros A Maldição do Louva-a-Deus, e Todas as Cores do Vento;
- Foi finalista do prémio PEN de Narrativa em 2012 com o livro Todas as Cores do Vento;
- Foi finalista do Prémio Violeta Negra de Literatura Policial 2014 do Festival Literário de Toulouse, com o livro Donnez Leur, Seigneur, le Repos Etérnel.